# Mount Washington (Kentucky)
Mount Washington é uma cidade localizada no estado americano de Kentucky, no Condado de Bullitt.

## Demografia
Segundo o censo americano de 2000, a sua população era de 8485 habitantes.
Em 2006, foi estimada uma população de 11.761, um aumento de 3276 (38.6%).

## Geografia
De acordo com o United States Census Bureau tem uma área de
13,8 km², dos quais 13,8 km² cobertos por terra e 0,0 km² cobertos por água. Mount Washington localiza-se a aproximadamente 148 m acima do nível do mar.

## Localidades na vizinhança
O diagrama seguinte representa as localidades num raio de 16 km ao redor de Mount Washington.